# Semne (film)
Semne (în engleză Signs) este un film științifico-fantastic din 2002 scris, produs și regizat de M. Night Shyamalan și interpretat de Mel Gibson, Joaquin Phoenix, Rory Culkin și Abigail Breslin. Deși intriga se învârte în jurul extratereștrilor și a cercurilor din culturi, producătorul Frank Marshall a spus: Este cu adevărat un film despre emoțiile umane puse în mișcare de un eveniment supranatural.

## Distribuție
- Mel Gibson – Reverendul Graham Hess
- Joaquin Phoenix – Merrill Hess, fratele lui Graham
- Rory Culkin – Morgan Hess, fiul lui Graham Hess
- Abigail Breslin – Bo Hess, sora mai mică a lui Morgan
- Cherry Jones – Police Officer Caroline Paski.
- M. Night Shyamalan – Ray Reddy
- Patricia Kalember - Colleen Hess

## Primire
Filmul a fost clasificat pe locul 77 în topul 100 Scariest Movie Moments realizat de Bravo.